# John Jorritsma
Pour les articles homonymes, voir Jorritsma.
Johannes Arnoldus Jorritsma, dit John Jorritsma, né le 16 septembre 1956 à Bolsward, est un homme politique néerlandais. Membre du Parti populaire pour la liberté et la démocratie (VVD), il est commissaire du Roi en Frise de 2008 à 2016, date à laquelle il devient bourgmestre d'Eindhoven pour un mandat de six ans.

## Biographie

### Bourgmestre de Cranendonck
Après avoir travaillé pour les communes de Loenen en province d'Utrecht et Sint-Oedenrode en Brabant-Septentrional, Jorritsma est élu membre des États provinciaux du Brabant-Septentrional en 1994. En 1997, il est nommé bourgmestre de Cranendonck lorsque la commune est établie de la fusion de Budel et Maarheeze, sans le village de Sterksel, rattaché à Heeze-Leende. Il quitte la fonction en 2005.

### Commissaire du Roi en Frise
Nommé commissaire de la Reine de la province de Frise le 16 mai 2008, son titre change en commissaire du Roi le 30 avril 2013 à la suite de l'intronisation de Guillaume-Alexandre. Il se démet du poste le 12 septembre 2016,,.

### Bourgmestre d'Eindhoven
Jorritsma fait son retour au Brabant-Septentrional lorsqu'il prend ses fonctions de bourgmestre d'Eindhoven, cinquième ville des Pays-Bas en nombre d'habitants, au lendemain de sa démission en Frise.
En 2021, il annonce ne pas vouloir concourir à un deuxième mandat de six ans.

## Source
- (en) Cet article est partiellement ou en totalité issu de l’article de Wikipédia en anglais intitulé « John Jorritsma » (voir la liste des auteurs).